# 1988年9月11日日食
1988年9月11日日食是一次日環食，發生於1988年9月11日。新月當天（即朔日），地球上觀測到月球和太阳的角距離極小，此時月球如果恰好在月球交點附近，穿過太阳和地球之間，與地球、太阳接近一直線，則會出現日食。月球穿過太阳和地球之間，但距地球較遠，本影未能接觸地表，而使偽本影覆蓋的區域內看到月球的角直徑小於太陽，就形成日環食，同時在偽本影兩側數千公里的半影範圍內形成日偏食。此次日環食經過了索马里和澳大利亚麦夸里岛兩地很小的一部分，日偏食則覆蓋了西至東非大裂谷附近、北至喜马拉雅山脉附近、東至马来群岛西半部、澳大利亚和新西兰、南至南极洲的廣大地區。

## 日食概況

### 出現區域
索马里下謝貝利州南岸的印度洋海域在日出時最先看到日環食，月球偽本影擦過索马里一角後向東移動，完全進入印度洋並逐漸轉向東南移動，途中從马尔代夫以南掠過，該國最南端的甘島距環食帶最近處僅約5公里。偽本影劃過很長的洋面後在科科斯（基林）群島西南約920公里處達到最大食分，此後繼續向東南，進入太平洋西南部，在臨近離開地表前劃過遠離澳大利亚本土、1997年成為全球最南世界遗产的麦夸里岛南半部，不久後在日落時分結束於麦夸里岛東南約460公里處的洋面。
此次環食帶覆蓋範圍內絕大部分都是海洋，偽本影經過的陸地僅有最先接觸地表時在索马里劃過的約150公里以及澳大利亚麦夸里岛的一部分，依次包括：
- 索馬利亞：下謝貝利州東南部、巴納迪爾州、中謝貝利州南部，其中摩加迪休是本次環食帶內唯一首都；
- ：塔斯馬尼亞州麦夸里岛南半部。[3][4]

除了上述狹窄的環食帶內能看到日環食之外，月球半影覆蓋範圍內都能看到日偏食，包括埃及東南部、苏丹東半部、东非除南蘇丹西部和赞比亚西部以外的絕大部分、刚果民主共和国東部、南部非洲東半部、阿拉伯半岛、伊拉克南半部、伊朗中南部、阿富汗南半部、南亚除克什米尔及其臨近的巴基斯坦北部和印度東北部以外的絕大部分、中國西藏南部和雲南西南部邊境、中南半島除缅甸北部、老挝東北邊境和越南北部以外的絕大部分、马来群岛西半部、澳大利亚除北領地北部和約克角半島以外的絕大部分、新西兰除查塔姆群島以外的絕大部分，及南极洲靠近印度洋的約一半。

### 基本參數
- 類型：日環食
- 食甚中心處（位於科科斯（基林）群島西南約920公里的印度洋）資料：
  - 時間：1988年9月11日4:43:32.6
  - 地點：20°0.7′S 94°24.3′E / 20.0117°S 94.4050°E
  - 食分：0.9377
  - 日環食持續時間：6分56.8秒

## 相關的日食

### 1986-1989年的日食
月球交替位於相對的月球交點時，以半個交點年（食年），即約177天又4小時間隔出現下列日食。
| 升交點   | 升交點                  |          | 降交點                   | 降交點 |
| 沙羅週期 | 地圖                    | 沙羅週期 | 地圖                     |        |
| 119      | 1986年4月9日 偏食（南） | 124      | 1986年10月3日 全環食     |        |
| 129      | 1987年3月29日 全環食    | 134      | 1987年9月23日 環食       |        |
| 139      | 1988年3月18日 全食      | 144      | 1988年9月11日 環食       |        |
| 149      | 1989年3月7日 偏食（北） | 154      | 1989年8月31日 偏食（南） |        |

### 沙羅周期
沙羅周期長度為18年11天。本次日食屬於沙羅周期144，共包含70次日食，依次為1736年4月11日至1862年6月27日的8次日偏食、1880年7月7日至2565年8月27日的39次日環食、2583年9月7日至2980年5月5日的23次日偏食，總共歷時1244.08年。本周期並無日全食。
下表列舉了1901年至2100年間發生的屬於該周期的日食，是第11至21次：
| 11            | 12             | 13             |
| ------------- | -------------- | -------------- |
| 1916年7月30日 | 1934年8月10日  | 1952年8月20日  |
| 14            | 15             | 16             |
| 1970年8月31日 | 1988年9月11日  | 2006年9月22日  |
| 17            | 18             | 19             |
| 2024年10月2日 | 2042年10月14日 | 2060年10月24日 |
| 20            | 21             |                |
| 2078年11月4日 | 2096年11月15日 |                |

## 資料來源
1. ↑  樊忠玉. . 中国天文科普网.   [2016-02-22]. （原始内容存档于2014-09-17）.
2. 1 2  Fred Espenak. . NASA Eclipse Web Site.   [2016-02-22]. （原始内容存档于2020-10-21）.（英文）
3. ↑  Fred Espenak. . NASA Eclipse Web Site.   [2016-02-22]. （原始内容存档于2020-10-20）.（英文）
4. ↑  Xavier M. Jubier. .   [2016-02-22]. （原始内容存档于2019-09-09）.（法文）（英文）
5. ↑  Fred Espenak. . NASA Eclipse Web Site.   [2016-02-22]. （原始内容存档于2008-08-29）.（英文）
6. ↑  Fred Espenak. . NASA Eclipse Web Site.（英文）

## 外部連結
- NASA日食專頁（页面存档备份，存于）（英文）
- 可見區域圖和時間統計：由弗雷德·埃斯佩纳克做出的日食預報，NASA/GSFC
  - Google互動地圖呈現的日食範圍
  - 貝塞爾元素
- Google地圖顯示的日環食和日偏食範圍（页面存档备份，存于）（法文）（英文）

| \| \| 日食 \|                             |                              |                                          |
| 上一次日食： 1988年3月18日日食 （日全食） | 1988年9月11日日食 （日環食） | 下一次日食： 1989年3月7日日食 （日偏食） |
| 上一次日環食： 1987年9月23日日食          | 1988年9月11日日食 （日環食） | 下一次日環食： 1990年1月26日日食         |
|                                           | 日食                         |                                          |